# Црква Успења Пресвете Богородице у Минићеву
Црква Успења Пресвете Богородице у Минићеву, насељеном месту на територији општине Књажевац припада Епархији тимочкој Српске православне цркве.